# アブー・アル＝アフマド・ハージ・ハン
アブー・アル＝アフマド・ハージ・ハン（Abu al-Ahmad Haj Khan、生年不詳 - 1639年）は、今の中国西北部新疆ウイグル自治区にあったヤルカンド・ハン国の第8代目ハン。

## 概要
シュジャーウッディーン・アフマドの孫。「プラド・ハン」とも呼ばれる。1631年に叔父のアブドゥッラティーフが世を去ると、アクス総督だったアフマドが、アクスのアミールにハンに担ぎ出された。アフマドはアクスのアミールを重用したため、ヤルカンドのアミールは不満を持ち、スルタン・マフムードを新しくハンに担ぎ出した。
アフマドはアクスに戻ったが、トルファン総督のアブドゥッラーがアクスに攻め込んできたため、ヤルカンドに逃げ戻った。黒山党のホージャがスルタン・マフムードを殺害したため、復位した。1639年、アブドゥッラーがアクスに攻め込んでくると、ブハラ・ハン国に逃亡したが、アンディジャンの戦いで死亡した。